# Laconi
Laconi (en sard, Làcuni) és un municipi italià, dins de la província d'Oristany. L'any 2007 tenia 2.170 habitants. Es troba a la regió de Sarcidano. Limita amb els municipis d'Aritzo (NU), Asuni (OR), Gadoni (NU), Genoni (OR), Isili (CA), Meana Sardo (NU), Nuragus (CA), Nurallao (CA), Nureci, Samugheo, Senis (OR) i Villanova Tulo (CA).

## Administració
| Període | Identitat       | Partit        |
| ------- | --------------- | ------------- |
| 2005-   | Fausto Fulghesu | Llista cívica |